# The Remedy
Pour les articles homonymes, voir Remedy.
Albums de Boyz II Men
Winter/Reflections
(2005) Motown: A Journey Through Hitsville USA
(2007)
The Remedy un album des Boyz II Men uniquement vendu sur Internet. Il s'en écoula plus d'un million de copies aux États-Unis.
C'est le second album studio de la nouvelle organisation du groupe Boyz II Men à la suite du départ de leur basse Michael McCary en 2003.
Le premier single de l'album est « Muzak ».
La version US de cet album est uniquement disponible via le site www.boyziimen.com depuis le 14 février 2007.
Il fut confirmé par un membre du groupe que le support ne ferait pas partie du projet « The Remedy ».

## Liste des titres
1. « Muzak » – 4:05
2. « Gonna Have » – 4:23
3. « Here I Come » – 4:37
4. « The Perfect Love Song » – 4:05
5. « Misunderstanding » – 3:57
6. « Boo'ed Up » – 4:03
7. « You Don't Love Me » – 3:46
8. « The Last Time » – 3:37
9. « Just Like Me » – 3:55
10. « Crush » – 3:44
11. « Ego » – 3:50
12. « Morning Love » – 4:44
13. « Muzak » (featuring Atsushi (Exile)) – 4:02 (Japanese Bonus track)